# Leo Delaney
Leo Delaney (Swanton, 15 marzo 1885 – New York, 4 febbraio 1920) è stato un attore statunitense.
La sua prima apparizione sullo schermo risale al 1907 e, nella sua carriera, prese parte ad almeno 122 film, girati in gran parte sotto contratto con la Vitagraph.
Morì a New York il 4 febbraio 1920, a 34 anni.

## Filmografia
- Foul Play; or, A False Friend – cortometraggio (1907)
- Ransomed; or, A Prisoner of War – cortometraggio (1910)
- A Tale of Two Cities, regia di Charles Kent – cortometraggio (1911)
- The Mills of the Gods, regia di Ralph Ince – cortometraggio (1912)
- The Volunteer Strike Breakers, regia di Frederick A. Thomson – cortometraggio (1913)
- The Vengeance of Durand; or, The Two Portraits, regia di J. Stuart Blackton – cortometraggio (1913)
- The Mouse and the Lion, regia di Van Dyke Brooke – cortometraggio (1913)
- Hearts to Let, regia di William Humphrey – cortometraggio (1915)
- The Flower of the Hills, regia di William Humphrey – cortometraggio (1915)
- Whoso Findeth a Wife, regia di Frank Crane (1916)
- The Wall Street Mystery, regia di Tom Collins (1920)
- Flash in the Dark